# 义城街道
义城街道，是中华人民共和国安徽省合肥市包河区下辖的一个乡镇级行政单位。

## 行政区划
义城街道下辖以下地区：
义城社区、油坊社区、韦桥社区、李荣社区、周坎社区、郑伏社区、大张圩社区、施口社区、塘西社区、滨湖康源社区、汪潦村、前杨村、北徐村、大陈村、南徐村和董城村。